# Itame imitata
Itame imitata là một loài bướm đêm trong họ Geometridae.